# Vetřelec: Vzkříšení
Vetřelec: Vzkříšení (v anglickém originále Alien: Resurrection) je americký sci-fi film z roku 1997, který natočil režisér Jean-Pierre Jeunet jako čtvrté pokračování filmové série Vetřelec. Autorem scénáře je Joss Whedon, v hlavní roli se opět představila Sigourney Weaverová.
Film měl premiéru v USA 26. listopadu 1997, v Česku byl v kinech promítán od 15. ledna 1998. Rozpočet snímku činil 75 milionů dolarů, celkové tržby dosáhly částky 161 milionů dolarů (z toho 48 milionů v USA).

## Děj
Dvě stě let po událostech z filmu Vetřelec 3 slaví vědecká posádka vojenské lodi Auriga úspěch. Na osmý pokus se jim podařilo naklonovat Ellen Ripleyovou i s mládětem královny vetřelců v hrudníku. Královnu vyoperují a Ellen číslo 8 nechají žít jako zajímavý vedlejší produkt klonování.
Pirátská loď Betty přilétá na Aurigu, kde vojákům předá svůj náklad – uloupené hibernační kryogenické schránky, plně obsazené dělníky směřujícími do kolonie. Ti se tak místo zaměstnání stanou obětí experimentu, hostiteli vetřelčích embryí, která se z nich velmi rychle vylíhnou.
Posádka Betty se neplánovaně setká také s novou a vylepšenou Ellen číslo 8. Stal se z ní zvláštní tvor – rychlý, dravý a nebezpečný kříženec člověka s vetřelcem. Má nadlidskou sílu, bleskurychlé reflexy a její krev rozleptává jakýkoliv materiál. Na její jméno se znepokojením reaguje členka posádky Betty Annalee Callová. V noci se nenápadně přikrade až do Elleniny cely a nabízí jí rychlou smrt, Ripleyová odmítne. Callovou při odchodu z cely chytí vojáci a vyslýchají ji jako teroristku. Při potyčce však piráti zvítězí nad vojáky. Vzápětí ale vypukne poplach – vetřelci se osvobodili ze svých klecí a začali na Aurize hon na lidi.
Velké části vojáků a vědců se podaří uniknout v záchranných modulech, posádka Betty, doprovázená vojákem DiStephanem a hlavním vědcem Wrenem, se musí z nebezpečné lodi dostat vlastními silami, projít přes celou loď až k Betty umístěné v doku. Cestu však lemují hladoví vetřelci a v poslední chvíli je zachrání Ripleyová. Ač je křížená s vetřelci, stále v ní převažuje člověk. Do party přibírají i Purvise, jedinou z obětí vetřelčích embryí, který je ještě v pořádku, i když nakažený.
Při cestě za záchranou jsou řady unikajících decimovány vetřelci, zrádný Wren dokonce postřelí Callovou. Ukáže se však, že jí příliš neublížil – Callová je totiž auton druhé generace (robot sestrojený roboty). Jen pár metrů před dokem vetřelci unesou Ripleyovou, která je ve vetřelčím hnízdě svědkem zrodu nového druhu vetřelce kříženého s člověkem. Děsivý mutant ji považuje za svou matku, zatímco vetřelčí královnu, která ho porodila, bez váhání zabije.
Ellen ale není novým potomkem příliš nadšená. Navíc ji tlačí čas – Auriga se vydala v důsledku poplachu automaticky směrem k Zemi. Callová ji na radu Ripleyové přeprogramovala, aby namísto přistání na Zemi havarovala, neboť neměli kritické množství energie k destrukci Aurigy. Ellen musí využít všechny své síly, aby se na poslední chvíli dostala na Betty. Bez jejího vědomí se však vetřelčí mládě evakuovalo také a ohrožuje Callovou v nákladovém prostoru. Ripleyová se však nakonec pomocí své žíravé krve zmutovaného vetřelce zbaví a po staletích se vrací na Zemi.

## Obsazení
| Sigourney Weaver | Ellen Ripleyová  |
| Winona Ryder     | Annalee Callová  |
| Ron Perlman      | Johner           |
| Dominique Pinon  | Vriess           |
| Dan Hedaya       | generál Perez    |
| J. E. Freeman    | doktor Wren      |
| Brad Dourif      | doktor Gediman   |
| Raymond Cruz     | DiStefano        |
| Kim Flowers      | Sabra Hillardová |
| Gary Dourdan     | Christie         |
| Leland Orser     | Purvis           |
| Michael Wincott  | Frank Elgyn      |